# Narcissus jonquilla
Espèce
Répartition géographique
Statut de conservation UICN

 DD  : Données insuffisantes
Synonymes
- Hermione jonquilla (L.) Haw.
- Queltia jonquilla (L.) Herb.
- Tityrus jonquilla (L.) Salisb. (invalide) [1]

La jonquille vraie (Narcissus jonquilla L.), aussi appelée vraie jonquille et narcisse jonquille, est une espèce de plante herbacée bulbeuse à fleurs jaunes de la famille des Amaryllidacées.
Elle doit son nom à la forme des feuilles qui rappellent celles des joncs. Il s'agit de la véritable espèce dénommée jonquille pour les botanistes.
On la rencontre dans le sud-ouest de l'Europe, au Portugal et en Espagne.

## Dénominations
- Nom scientifique valide : Narcissus jonquilla L. (1753)[2] ;
- Nom vulgaire (vulgarisation scientifique) : narcisse Jonquille[3],[4],[5] ;
- Nom vernaculaire (langage courant), recommandé ou typique en français, mais pouvant désigner éventuellement d'autres espèces : jonquille[4],[5],[6].

En Espagne, pays d'origine, le nom « junquillo » est un diminutif de « junco », jonc. Il faut attendre en 1596 la parution du dictionnaire franco-allemand de L. de Hulsius pour y lire la dénomination française de jonquille ou ionquille.

## Description
La vraie jonquille sauvage a des feuilles étroites ressemblant à des tiges de joncs. Ce caractère n'est pas observé sur les autres narcisses (Narcissus).
Chaque bulbe développe, outre les feuilles, une ou deux tiges portant de quatre à six fleurs jaunes, odorantes, en ombelles, avec une couronne en forme de bague.

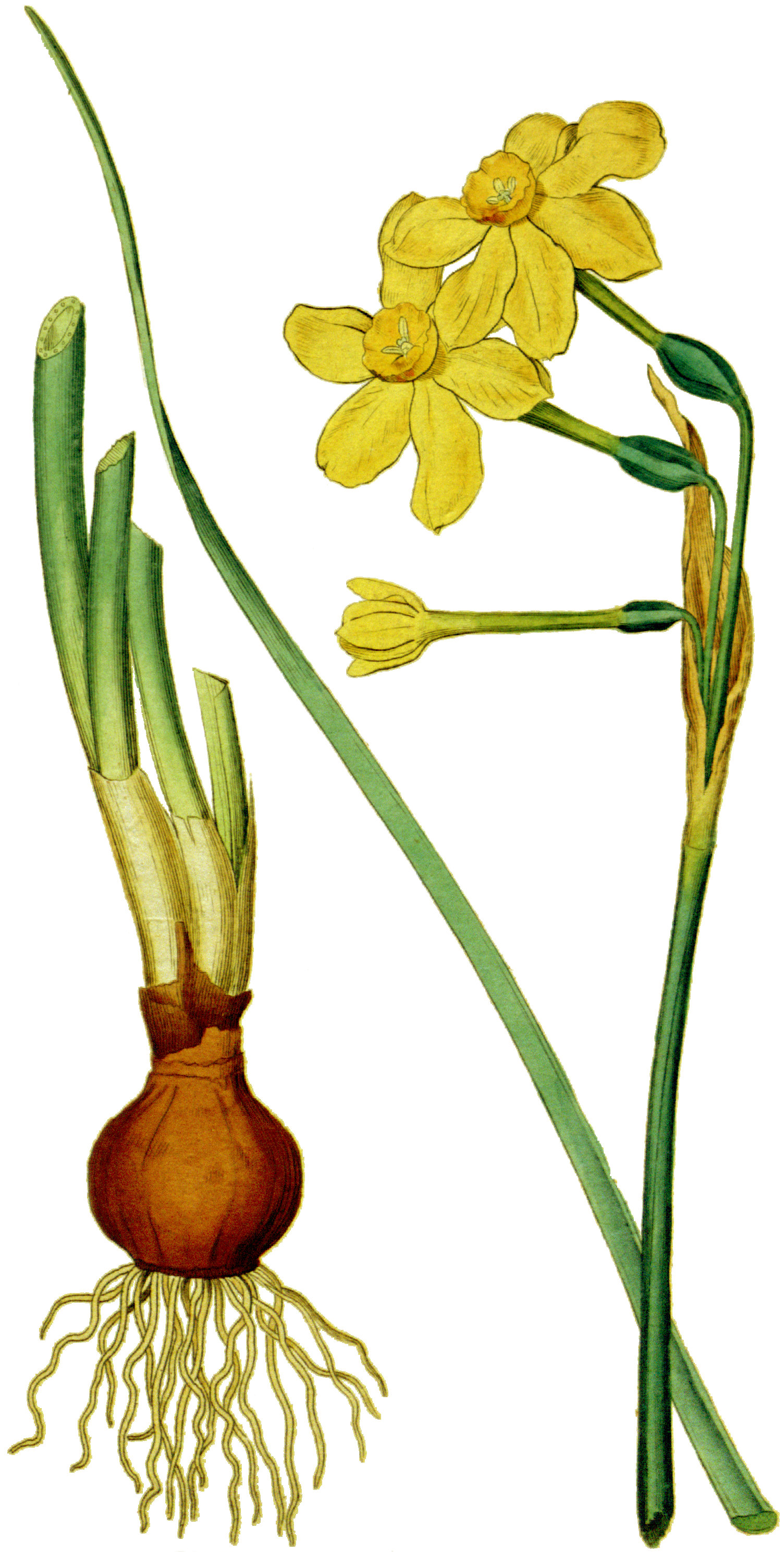
Planche botanique.
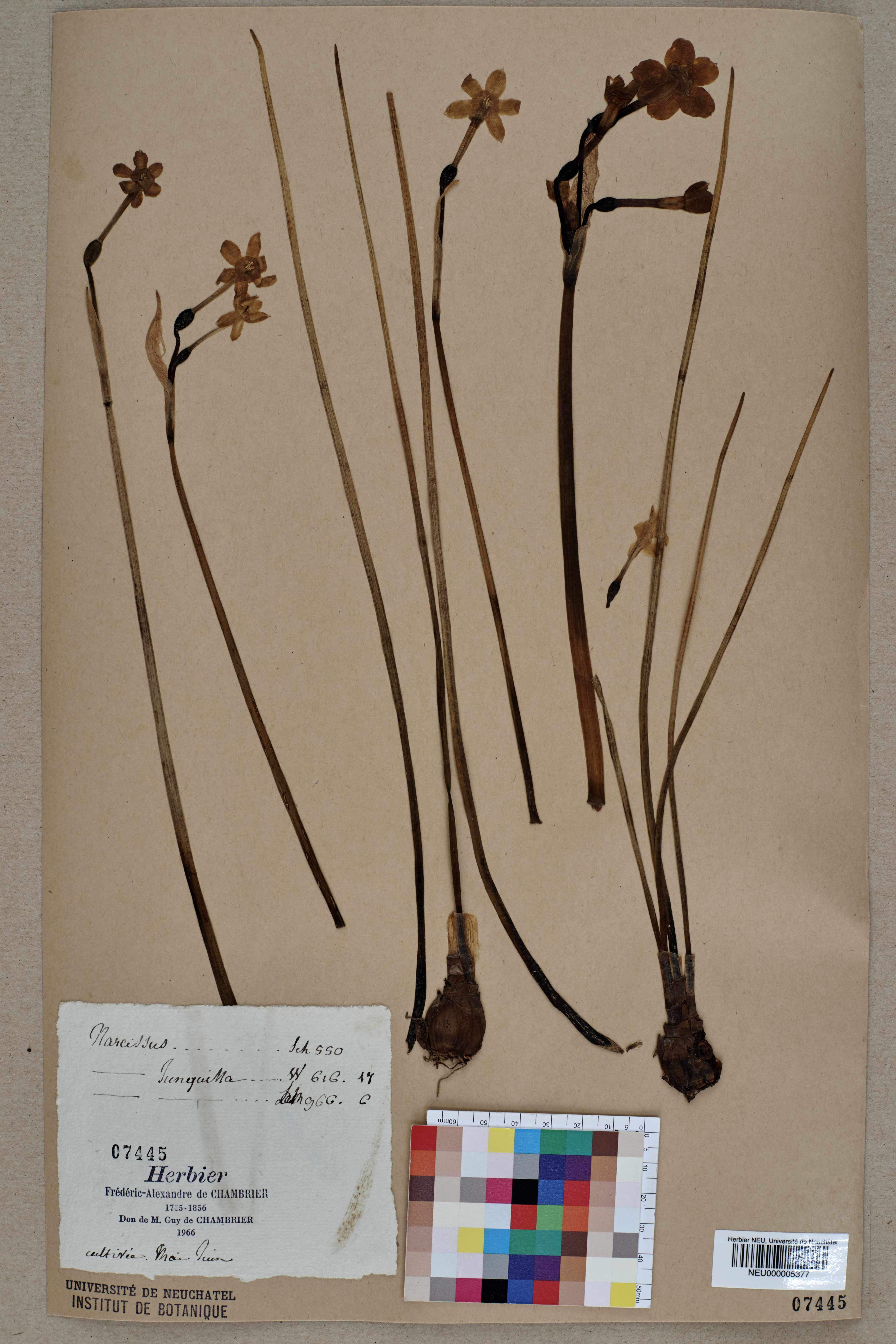
Spécimen d'herbier.
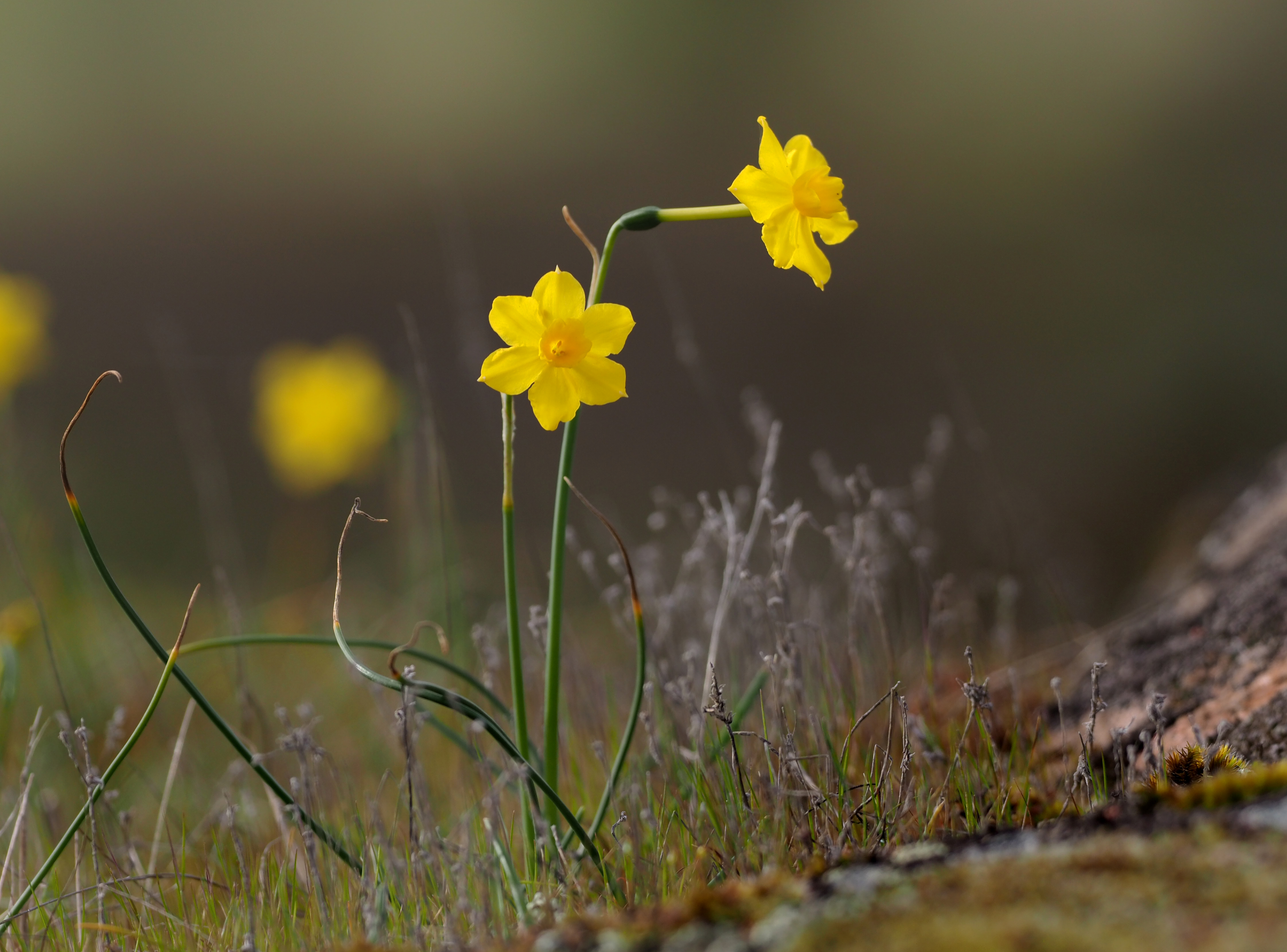
Narcissus jonquilla en Espagne, face.
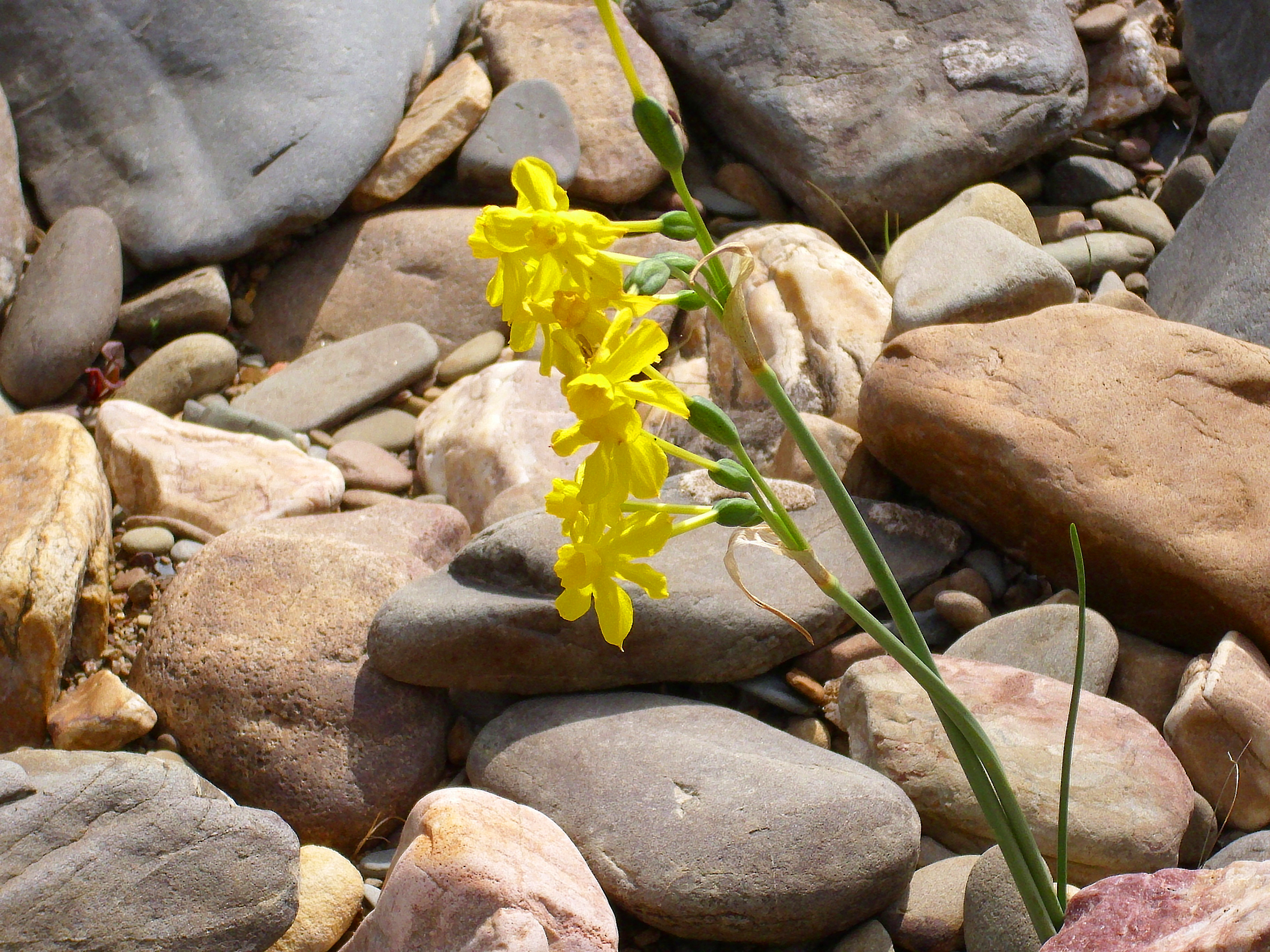
Narcissus jonquilla en Espagne, profil.
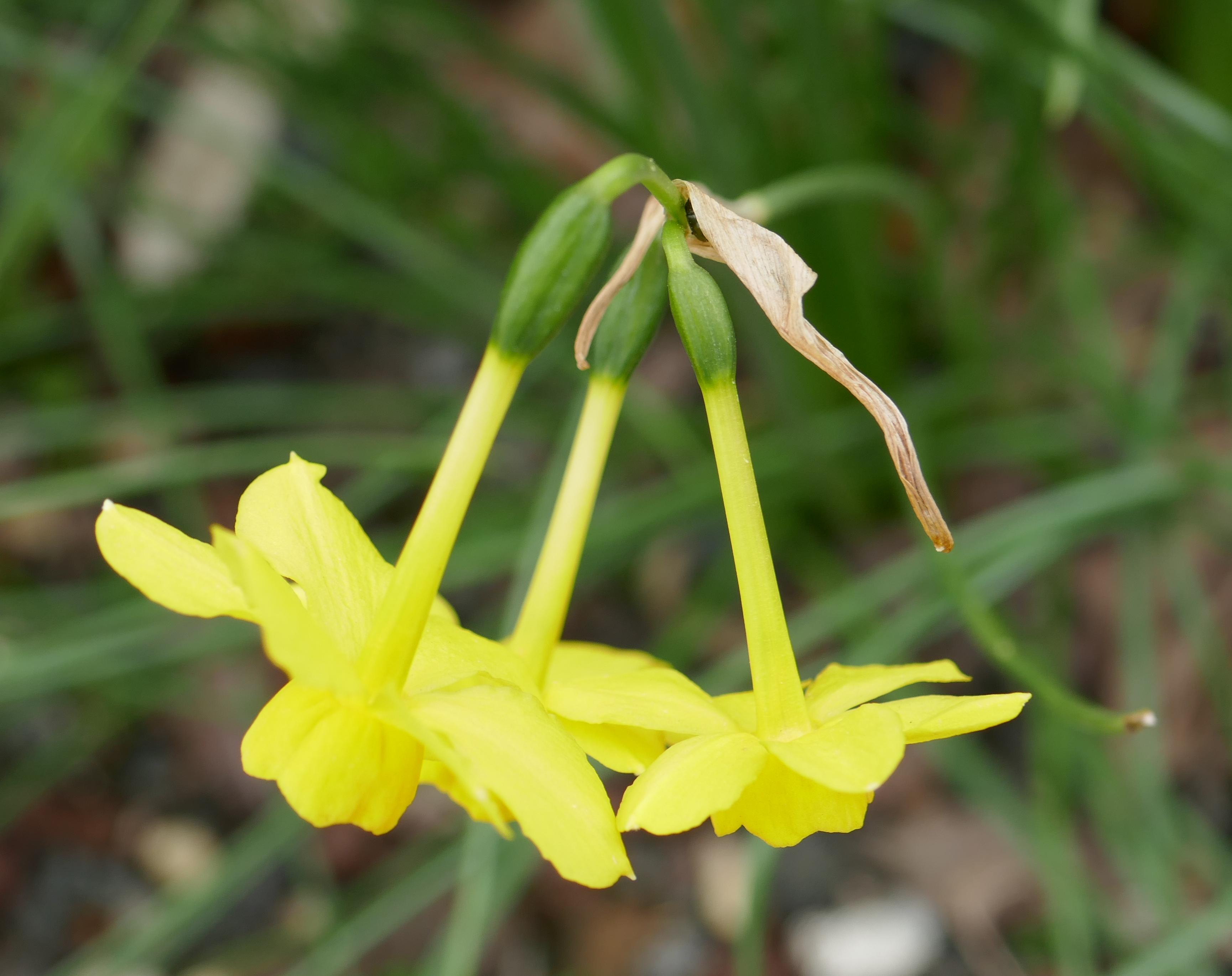
Inflorescence (Narcissus jonquilla subsp. fernandesii, cultivé).
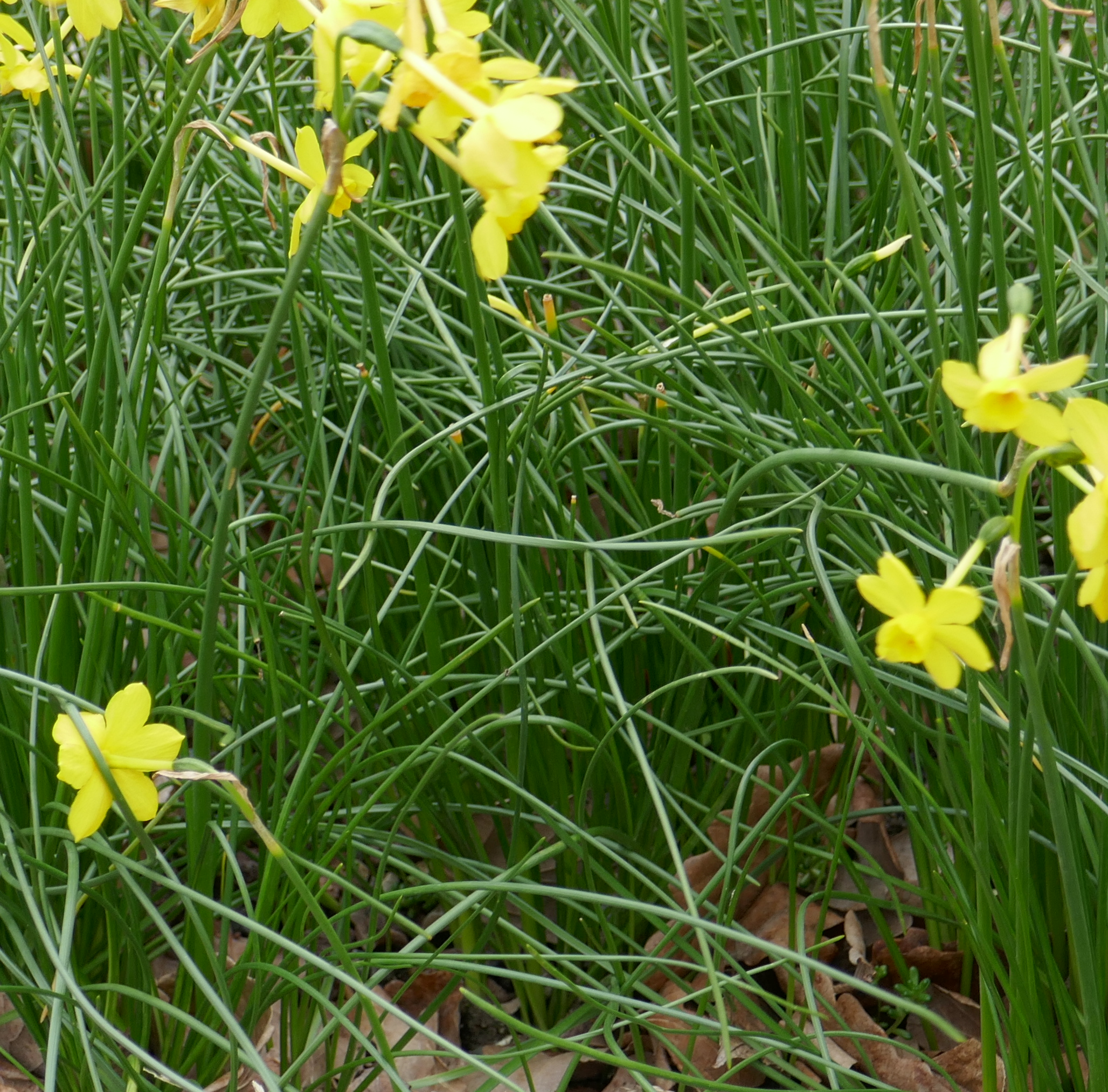
Feuillage tubulaire (Narcissus jonquilla subsp. fernandesii, cultivé).

### Confusion fréquente

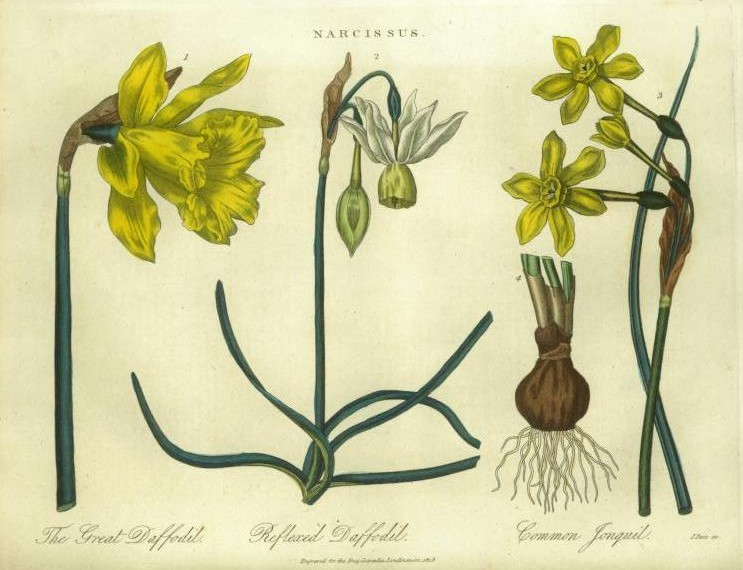
La jonquille véritable (à droite) comparée à des narcisses.

Dans la moitié nord de la France et en Belgique, on appelle « jonquille » le narcisse jaune (Narcissus pseudonarcissus), une plante sauvage commune, à fleurs jaunes également, mais peu odorantes, poussant dans les bois et les prés. Ses fleurs, plus grandes, apparaissent isolées sur la tige, le tube de la corolle est plus long, les feuilles sont plus larges que chez Narcissus jonquilla.

## Classification
Cette espèce a été décrite pour la première fois en 1753 par le naturaliste suédois Carl von Linné (1707-1778).
Dans la classification APG III (2009) l'espèce est classée dans la famille des Amaryllidaceae, parfois subdivisée en sous-famille des Amaryllidoideae, tribu des Narcisseae.
Dans la classification de Cronquist des angiospermes de 1981, dernière classification classique basée essentiellement sur des critères morphologiques, anatomiques et chimiques, cette espèce était classée ainsi : sous-règne : Tracheobionta ; division : Magnoliophyta ; classe : Liliopsida ; sous-classe : Liliidae ; ordre : Liliales ; famille : Liliaceae ; genre : Narcissus.

## Liste des sous-espèces
Selon World Checklist of Selected Plant Families (WCSP) (8 février 2015) :

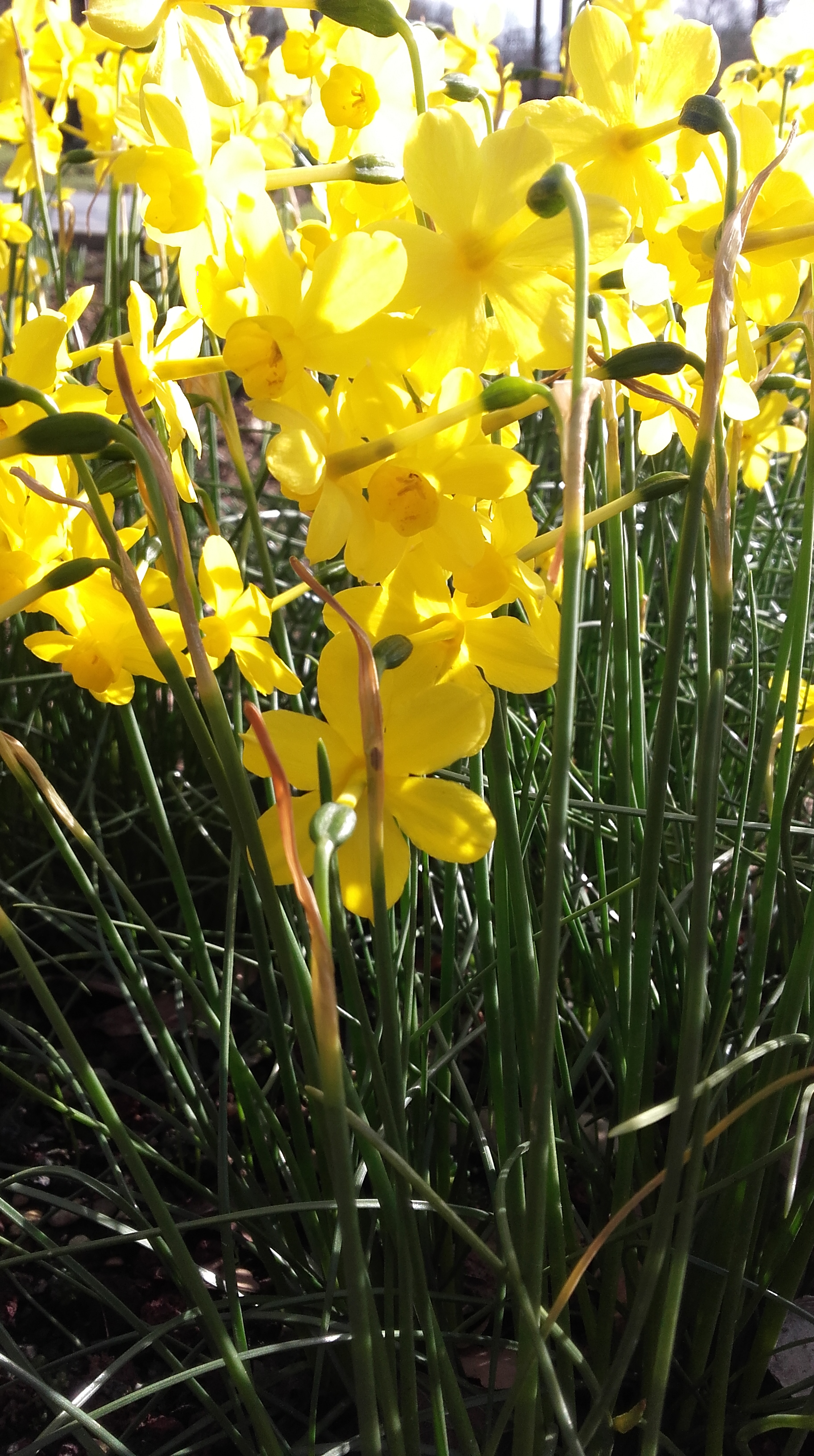
Narcissus jonquilla subsp. fernandesii.

- sous-espèce Narcissus jonquilla subsp. jonquilla
- sous-espèce Narcissus jonquilla subsp. jonquilloides Baker (1888)

Selon Tropicos (8 février 2015) (liste contenant possiblement des synonymes) :
- sous-espèce Narcissus jonquilla subsp. cordubensis (Fern. Casas) Zonn.
- sous-espèce Narcissus jonquilla subsp. fernandesii (G. Pedro) Zonn.
- sous-espèce Narcissus jonquilla subsp. jonquilloides (Willk.) Baker